# Парментье, Элизабет
Элизабе́т Парментье́ (фр. Élisabeth Parmentier; урождённая — Э́лизабет Гангло́фф, фр. Elisabeth Gangloff; род. 1961) — французский протестантский теолог, специалист по теологии феминизма. 

## Биография
В 1982 году получила магистра германистики.
В 1985 году на факультете протестантской теологии Страсбургского университета получила магистра теологии. 
В 1988 году прошла обряд ординации став пастором Церкви Аугсбургского исповедания Эльзаса и Лотарингии.
В 1994—2001 годах — сопредседатель, а в 2001—2006 годах — председатель Сообщества протестантских церквей в Европе.
В 1996 году в Университете Марка Блока под научным руководством Андре Бирмеле защитила докторскую диссертацию по религиоведению по теме «Блудные дочери. Основания для диалога феминистской теологии и классической теологии» (фр. Les Filles prodigues. Éléments pour un dialogue entre les théologies féministes et la théologie classique). В 1999 году прошла хабилитацию, а в 2000 году получила учёное звание профессора.
В 1996—2015 годах — преподаватель-исследователь факультета протестантской теологии Университета Марка Блока/Страсбургского университета.
С 2015 года — ординарный профессор практической теологии автономного факультета теологии Женевского университета. Также является вице-деканом этого факультета и первой заведующей кафедрой Ирен Пикте, основанной для преподавания практической теологии во франкоговорящей части Швейцарии.

## Научно-исследовательская деятельность
Парментье является автором работ, посвящённых женщинам в Библии и феминистской теологии. 
Наряду с канадским католическим теологом Пьеррет Давидау, она возглавила коллектив, состоящий из около 20 франкоязычных католических и протестантских теологов-феминисток из Африки, Европы (Бельгия, Франция, Швейцария) Северной Америки (Канада, США) в возрасте от 30 до 70 лет, выпустивший книгу «Женская Библия», в которой представлено новое толкование тех стихов в библейских текстах, где речь идёт о женщинах и их месте в истории и обществе; название работы является отсылкой к одноимённой книге Элизабет Кейди Стэнтон, поскольку первоначально предполагалось просто перевести «Женскую Библию» Элизабет Кейди Стэнтон на французский язык, однако от этого намерения Парментье и её коллеги отказались, поскольку в ней было найдено множество необычных утверждений, как то что Троица это Бог-Отец, Богиня-мать и Сын. В предисловии к своей книге коллектив авторов указывает, что ставит перед собой задачу обнаружить у Бога женские черты, а также вернуть женщине её достоинство в Библии, разрушив патриархальный стереотип, согласно которому она обязана подчиняться мужчине.

## Научные труды

### Монографии
- Parmentier E. Les Filles prodigues : défis des théologies féministes. — Genève: Labor et Fides[англ.], 1999, coll. Lieux théologiques, 279 p. (ISBN 2-8309-0907-0)
- Parmentier E. L’Écriture vive. Interprétations chrétiennes de la Bible. — Genève: Labor et Fides[англ.], 2004. — 285 p.
- Parmentier E., Deneken M.[фр.] Catholiques et protestants, théologiens du Christ au xxe siècle. — Paris : Mame-Desclée, 2009. — 565 p. (ISBN 9782718909905)
- Parmentier E., Deneken M.[фр.] Pourquoi prêcher? Plaidoyers catholique et protestant pour la prédication. — Genève: Labor et Fides[англ.], 2010. — 272 p.
- Parmentier E., Daviau P. Marthe et Marie en concurrence? Des Pères de l’Église aux commentaires féministes. — Montréal: Médiaspaul[фр.], 2012. — 181 p.

### Научная редакция
- Croire hors les murs. Expériences du croire chrétien d’aujourd’hui / Élisabeth Parmentier, Alain Roy, (éds). — Münster: LIT, 2014.
- Évangéliser. Approches œcuméniques et européennes / Élisabeth Parmentier, Jérôme Cottin, (éds.). — Vienne/Zürich: LIT, 2015.
- Une bible des femmes / Élisabeth Parmentier, Pierrette Daviau & Lauriane Savoy, (éds.). — Genève: Labor et Fides[англ.], 2018 (ISBN 978-2830916638)

### Статьи
- Parmentier E. Le récit comme théologie: statut, sens et portée du récit biblique // Revue d'histoire et de philosophie religieuses[фр.] (1, Vol. 81 Janvier-mars 2001)
- Parmentier E. L'autorité doctrinale, une perspective luthérienne en introduction aux enjeux œcuméniques. Архивная копия от 5 июня 2018 на Wayback Machine // Revue des sciences religieuses[фр.], t. 75, f. 1, 2001. pp. 47-67. doi:10.3406/rscir.2001.3563
- Parmentier E. Prêcher avec la Bible pour interlocutrice Архивная копия от 1 июня 2018 на Wayback Machine // Revue des sciences religieuses[фр.] t. 80, f. 4, 2006, pp. 463-479.
- Parmentier E. La théologie féministe victime de son succès? Les évolutions récentes: un état des lieux Архивная копия от 5 января 2019 на Wayback Machine // Revue des sciences religieuses[фр.], t. 83, f. 1, 2009, pp. 51-70.
- Parmentier E. Féminisme et christianisme // Le Dictionnaire universel des créatrices[фр.] / dans Béatrice Didier[фр.], Antoinette Fouque, Mireille Calle-Gruber[фр.] (éd.). — Paris: Éditions des femmes[фр.], 2013. — P. 1524—1525.